# Gabinete Golob
El 15º Gobierno de la República de Eslovenia es el actual Gobierno de la República de Eslovenia, que fue formado por el primer ministro Robert Golob después del final del mandato del 14.º Gobierno esloveno, encabezado por Janez Janša . Además del Movimiento Libertad, la coalición también está formada por los Socialdemócratas y La Izquierda.

## Apoyo parlamentario

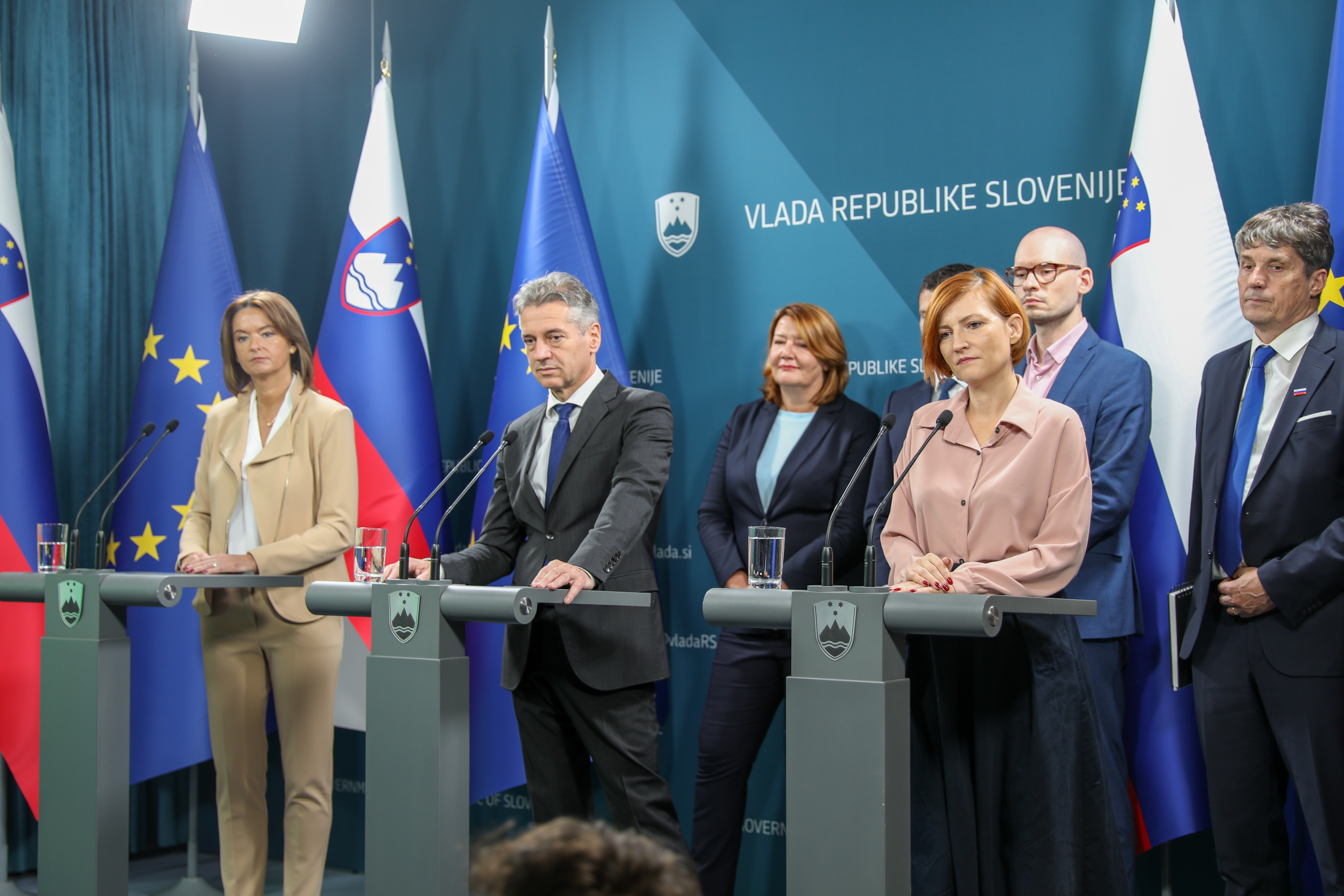
Los líderes de los tres partidos miembros de la coalición de gobierno en una rueda de prensa conjunta luego de un consejo de gobierno.

| Cámara            | Candidato    | Fecha                                               | Voto |    |    |   |   |   | MN | Total |
| ----------------- | ------------ | --------------------------------------------------- | ---- | -- | -- | - | - | - | -- | ----- |
| Asamblea Nacional | Robert Golob | 1 de junio de 2022 Mayoría simple requerida (46/90) | Sí   | 41 |    |   | 7 | 5 |    | 53/90 |
| Asamblea Nacional | Robert Golob | 1 de junio de 2022 Mayoría simple requerida (46/90) | No   |    | 27 | 8 |   |   |    | 35/90 |
| Asamblea Nacional | Robert Golob | 1 de junio de 2022 Mayoría simple requerida (46/90) | Abs. |    |    |   |   |   | 2  | 2/90  |

## Gabinete Ministerial
Movimiento Libertad
     Socialdemócratas
     La Izquierda

### Presidente del Gobierno de la República de Eslovenia
| Fotografía | Presidente   | Período            | Período     | Partido | Partido | Ref   |
| Fotografía | Presidente   | Inicio             | Fin         | Partido | Partido | Ref   |
| ---------- | ------------ | ------------------ | ----------- | ------- | ------- | ----- |
|            | Robert Golob | 25 de mayo de 2022 | En el cargo |         |         | [ 1 ] |

### Vicepresidentes del Gobierno de la República de Eslovenia
| Fotografía | Vicepresidentes       | Período             | Período            | Partido | Partido | Ref   |
| Fotografía | Vicepresidentes       | Inicio              | Fin                | Partido | Partido | Ref   |
| ---------- | --------------------- | ------------------- | ------------------ | ------- | ------- | ----- |
|            | Tanja Fajon           | 1 de junio de 2022  | En el cargo        |         |         | [ 2 ] |
|            | Luka Mesec            | 1 de junio de 2022  | En el cargo        |         |         | [ 3 ] |
|            | Danijel Bešič Loredan | 1 de junio de 2022  | 7 de julio de 2023 |         |         | [ 4 ] |
|            | Klemen Boštjančič     | 23 de enero de 2024 | En el cargo        |         |         | [ 5 ] |

### Ministerios
| Ministerio                                                     | Fotografía | Titular                   | Período                 | Período                  | Partido | Partido | Ref    |
| Ministerio                                                     | Fotografía | Titular                   | Inicio                  | Fin                      | Partido | Partido | Ref    |
| -------------------------------------------------------------- | ---------- | ------------------------- | ----------------------- | ------------------------ | ------- | ------- | ------ |
| Administraciones Públicas                                      |            | Sanja Ajanović Hovnik     | 1 de junio de 2022      | 9 de octubre de 2023     |         |         | [ 6 ]  |
| Administraciones Públicas                                      |            | Klemen Boštjančič         | 9 de octubre de 2023    | 7 de diciembre de 2023   |         |         |        |
| Administraciones Públicas                                      |            | Franc Props               | 7 de diciembre de 2023  | En el cargo              |         |         |        |
| Agricultura, Silvicultura y Alimentación                       |            | Irena Šinko               | 1 de junio de 2022      | 13 de octubre de 2023    |         |         | [ 7 ]  |
| Agricultura, Silvicultura y Alimentación                       |            | Marjan Šarec              | 13 de octubre de 2023   | 12 de enero de 2024      |         |         |        |
| Agricultura, Silvicultura y Alimentación                       |            | Mateja Čalušić            | 12 de enero de 2024     | En el cargo              |         |         |        |
| Cultura                                                        |            | Asta Vrečko               | 1 de junio de 2022      | En el cargo              |         |         | [ 8 ]  |
| Defensa                                                        |            | Marjan Šarec              | 1 de junio de 2022      | 16 de julio de 2024      |         |         | [ 9 ]  |
| Defensa                                                        |            | Robert Golob              | 16 de julio de 2024     | 7 de octubre de 2024     |         |         | [ 10 ] |
| Defensa                                                        |            | Borut Sajovic             | 7 de octubre de 2024    | En el cargo              |         |         | [ 11 ] |
| Diáspora                                                       |            | Matej Arčon               | 1 de junio de 2022      | En el cargo              |         |         |        |
| Desarrollo Regional y Cohesión                                 |            | Aleksander Jevšek         | 24 de enero de 2023     | En el cargo              |         |         |        |
| Economía, Turismo y Deporte                                    |            | Matjaž Han                | 1 de junio de 2022      | En el cargo              |         |         | [ 12 ] |
| Educación                                                      |            | Igor Papič                | 1 de junio de 2022      | 24 de enero de 2023      |         |         | [ 13 ] |
| Educación                                                      |            | Darjo Felda               | 24 de enero de 2023     | 7 de octubre de 2024     |         |         |        |
| Educación                                                      |            | Vinko Logaj               | 7 de octubre de 2024    | En el cargo              |         |         | [ 14 ] |
| Educación Superior, Ciencia e Innovación                       |            | Igor Papič                | 24 de enero de 2023     | En el cargo              |         |         |        |
| Finanzas                                                       |            | Klemen Boštjančič         | 1 de junio de 2022      | En el cargo              |         |         | [ 15 ] |
| Futuro Solidario                                               |            | Simon Maljevac            | 24 de enero de 2023     | En el cargo              |         |         |        |
| Infraestructuras                                               |            | Bojan Kumer               | 1 de junio de 2022      | 24 de enero de 2023      |         |         |        |
| Infraestructuras                                               |            | Alenka Bratušek           | 24 de enero de 2023     | En el cargo              |         |         |        |
| Interior                                                       |            | Tatjana Bobnar            | 1 de junio de 2022      | 7 de diciembre de 2022   |         |         |        |
| Interior                                                       |            | Sanja Ajanović Hovnik     | 14 de diciembre de 2022 | 21 de febrero de 2023    |         |         |        |
| Interior                                                       |            | Boštjan Poklukar          | 21 de febrero de 2023   | En el cargo              |         |         |        |
| Justicia                                                       |            | Dominika Švarc Pipan      | 1 de junio de 2022      | 5 de marzo de 2024       |         |         | [ 16 ] |
| Justicia                                                       |            | Andreja Katič             | 5 de marzo de 2024      | En el cargo              |         |         |        |
| Medio Ambiente, Clima y Energía                                |            | Bojan Kumer               | 24 de enero de 2023     | En el cargo              |         |         | [ 17 ] |
| Relaciones Exteriores y Europeas                               |            | Tanja Fajon               | 1 de junio de 2022      | En el cargo              |         |         | [ 2 ]  |
| Recursos Naturales y Planificación Territorial                 |            | Uroš Brežan               | 1 de junio de 2022      | 9 de octubre de 2023     |         |         | [ 18 ] |
| Recursos Naturales y Planificación Territorial                 |            | Alenka Bratušek           | 9 de octubre de 2023    | 7 de diciembre de 2023   |         |         |        |
| Recursos Naturales y Planificación Territorial                 |            | Jože Novak                | 7 de diciembre de 2023  | En el cargo              |         |         |        |
| Salud                                                          |            | Danijel Bešič Loredan     | 1 de junio de 2022      | 13 de julio de 2023      |         |         | [ 4 ]  |
| Salud                                                          |            | Robert Golob              | 13 de julio de 2023     | 13 de octubre de 2023    |         |         |        |
| Salud                                                          |            | Valentina Prevolnik Rupel | 13 de octubre de 2023   | En el cargo              |         |         |        |
| Trabajo, Familia, Asuntos Sociales e Igualdad de Oportunidades |            | Luka Mesec                | 1 de junio de 2022      | En el cargo              |         |         | [ 3 ]  |
| Transformación Digital                                         |            | Emilija Stojmenova Duh    | 24 de enero de 2023     | 27 de septiembre de 2024 |         |         |        |
| Transformación Digital                                         |            | Klemen Boštjančič         | 9 de octubre de 2024    | 17 de diciembre de 2024  |         |         |        |
| Transformación Digital                                         |            | Ksenija Klampfer          | 17 de diciembre de 2024 | En el cargo              |         | Ind     | [ 19 ] |

### Gabinete del primer ministro
| Jefa del Gabinete | Secretarios de Estado                                                                                      | Secretarios de Estado                                                              | Secretarios de Estado                                | Secretarios de Estado                    | Secretarios de Estado                            | Secretarios de Estado                                                         | Secretarios de Estado                                                                               | Secretarios de Estado                                                                                 | Secretarios de Estado           |
| ----------------- | --- | ---------------------------------------------------------------------------------- | ---------------------------------------------------- | ---------------------------------------- | ------------------------------------------------ | ----------------------------------------------------------------------------- | --------------------------------------------------------------------------------------------------- | --- | ------------------------------- |
|                   | |                                                                                    |                                                      |                                          |                                                  |                                                                               | | |                                 |
| Petra Skofic      | Maša Kociper                                                                                               | Igor Mally                                                                         | Andrej Benedejčič                                    | Vojko Volk                               | Melita Župevc                                    | Nataša Sax                                                                    | Anton Grizold                                                                                       | Maksimiljana Polak                                                                                    | Kaja Širok                      |
| Petra Skofic      | Secretaria de Estado de Coordinación entre el Gobierno de la República de Eslovenia y la Asamblea Nacional | Secretario de Estado de Coordinación de Asuntos Internacionales y Asuntos de la UE | Secretario de Estado de Seguridad Nacional y Europea | Secretario de Estado de Asuntos Europeos | Secretaria de Estado de Comunicación Estratégica | Secretaria de Estado para el diálogo intergeneracional y política de vivienda | Secretario de Estado de Asuntos de Defensa y Protección contra Catástrofes Naturales y de Otro Tipo | Secretaria de Estado para establecer un diálogo con la sociedad civil y coordinar iniciativas cívicas | Secretaria de Estado de Cultura |

## Procedencia Geográfica del Gabinete
| Región                | Ministerio                                                                            | Nombre                 |                        | Cargo              | Nombre |
| --------------------- | ------------------------------------------------------------------------------------- | ---------------------- | ---------------------- | ------------------ | ------ |
| Mura                  | -                                                                                     | -                      | -                      | -                  |        |
| Drava                 | -                                                                                     | -                      | Secretario/a de Estado | Maša Kociper       |        |
| Carintia eslovena     | Justicia                                                                              | Dominika Švarc Pipan   | Secretario/a de Estado | Anton Grizold      |        |
| Carintia eslovena     | Medio Ambiente, Clima y Energía                                                       | Bojan Kumer            | Secretario/a de Estado | Anton Grizold      |        |
| Carintia eslovena     | Desarrollo Regional y la Cohesión                                                     | Aleksander Jevšek      | Secretario/a de Estado | Anton Grizold      |        |
| Savinia               | Economía                                                                              | Matjaž Han             | Secretario/a de Estado | Melita Župevc      |        |
| Savinia               | Cultura                                                                               | Asta Vrečko            | Secretario/a de Estado | Melita Župevc      |        |
| Savinia               | Infraestructura                                                                       | Alenka Bratušek        | Secretario/a de Estado | Melita Župevc      |        |
| Zasavie               | -                                                                                     | -                      | -                      | -                  |        |
| Posavina              | -                                                                                     | -                      | -                      | -                  |        |
| Eslovenia Sudoriental | -                                                                                     | -                      | -                      | -                  |        |
| Eslovenia Central     | Vice primera ministra y Relaciones Exteriores                                         | Tanja Fajon            | Secretario/a de Estado | Petra Skofic       |        |
| Eslovenia Central     | Defensa                                                                               | Marjan Šarec           | Secretario/a de Estado | Petra Skofic       |        |
| Eslovenia Central     | Finanzas                                                                              | Klemen Boštjančič      | Secretario/a de Estado | Andrej Benedejčič  |        |
| Eslovenia Central     | Administraciones Públicas                                                             | Sanja Ajanović Hovnik  | Secretario/a de Estado | Andrej Benedejčič  |        |
| Eslovenia Central     | Interior (En Funciones)                                                               | Sanja Ajanović Hovnik  | Secretario/a de Estado | Vojko Volk         |        |
| Eslovenia Central     | Educación Superior, Ciencia e Innovación                                              | Igor Papič             | Secretario/a de Estado | Vojko Volk         |        |
| Eslovenia Central     | Recursos Naturales y Espacio                                                          | Uroš Brežan            | Secretario/a de Estado | Maksimiljana Polak |        |
| Eslovenia Central     | Agricultura, Silvicultura y Alimentación                                              | Irena Šinko            | Secretario/a de Estado | Maksimiljana Polak |        |
| Alta Carniola         | Vice primer ministro y Trabajo, Familia, Asuntos Sociales e Igualdad de Oportunidades | Luka Mesec             | -                      | -                  |        |
| Baja Carniola-Karst   | Futuro Solidario y Sostenible                                                         | Simón Maljevac         | -                      | -                  |        |
| Gorizia               | Primer ministro de Eslovenia                                                          | Robert Golob           | Secretario/a de Estado | Kaja Širok         |        |
| Litoral-Karst         | Vice primer ministro y Salud                                                          | Danijel Bešič Loredan  | -                      | -                  |        |
| Litoral-Karst         | Educación                                                                             | Darjo Felda            | -                      | -                  |        |
| En el Exterior        |                                                                                       |                        |                        |                    |        |
| Macedonia del Norte   | Transformación Digital                                                                | Emilija Stojmenova Duh | -                      | -                  |        |